# Birra Moretti
Birra Moretti S.p.A. è stata un'azienda specializzata nella produzione di birra. Nasce nel 1859 a Udine con il nome di Fabbrica di Birra e Ghiaccio. Fu fondata da Luigi Moretti, un imprenditore la cui famiglia era dedita al commercio e all'ingrosso di bevande e generi alimentari. L'azienda fu acquisita nel 1996 dalla Heineken Italia S.p.A., società del gruppo olandese Heineken, che continua a commercializzare il marchio nelle sue varie declinazioni.

## Storia

### Storia del marchio
Fu fondata nel 1859 a Udine da Luigi Moretti con il nome di Fabbrica di Birra e Ghiaccio. La prima bottiglia arrivò sul mercato nel 1860. In quegli anni la produzione e il consumo di birra in Italia erano pressoché modesti. Inizialmente fu prevista una produzione di 2 500 ettolitri di birra all'anno, sufficienti per soddisfare il mercato provinciale. La famiglia Moretti ha detenuto la proprietà fino al 1989, vendendo poi il marchio a varie aziende di birra, fino all'acquisto nel 1996 da parte di Heineken, che ne detiene il marchio. Lo stabilimento originario di Udine fu chiuso nel 1992, con trasferimento a San Giorgio di Nogaro, sempre nel Friuli.
In seguito all'accusa mossa ad Heineken dall'Antitrust di avere sul mercato italiano una posizione dominante, il gruppo olandese fu costretto a cedere nel 1997 lo stabilimento produttivo di San Giorgio di Nogaro in provincia di Udine, che fu acquistato da un nuovo gruppo birrario che ne detiene la proprietà: il Gruppo Birra Castello s.p.a.. La produzione fu quindi spostata in vari stabilimenti in Italia controllati dal gruppo Heineken: Assemini, Comun Nuovo, Massafra, Pollein che producono diverse birre col marchio Birra Moretti.
Nel 2015 vengono lanciati sul mercato dall'azienda 6 nuovi prodotti: 2 nuove Radler, Birra Moretti Radler Gazzosa e Birra Moretti Radler Chinotto, e 6 birre dedicate alla tradizione gastronomica di altrettante regioni italiane: Birra Moretti alla Friulana, Birra Moretti alla Siciliana, Birra Moretti alla Piemontese, Birra Moretti alla Toscana, Birra Moretti alla Pugliese e Birra Moretti alla Lucana.

### Storia del Baffo Moretti
Sul sito dell'azienda si racconta che nel 1942 il commendatore Lao Menazzi Moretti vide un anziano e baffuto signore seduto a un tavolino della storica trattoria Boschetti di Tricesimo. Moretti, pensando che l'uomo potesse rappresentare bene la sua birra, gli avrebbe chiesto il permesso di fotografarlo in cambio di una ricompensa di suo gradimento. “Che al mi dedi di bevi, mi baste” – rispose l'uomo in lingua friulana, ovvero “Mi dia da bere, a me basta”. Quella fotografia fu poi consegnata all'illustratrice Franca Segala, che disegnò il famoso manifesto da cui ebbe origine il personaggio che ancora oggi caratterizza il logo e le campagne pubblicitarie del marchio Moretti, un uomo baffuto che indossa un completo verde con cappello.
Tuttavia, una foto di un uomo con i baffi mentre sorseggia un birra era stata scattata dalla fotografa tedesca Erika Groth-Schmachtenberger nel 1939. La foto ritrae un contadino tirolese di Thaur in Tirolo, a pochi chilometri da Innsbruck. Nel 1956, viaggiando in Italia, la Groth vide cartelloni pubblicitari della Moretti in cui si usava la sua foto; da questa scoperta sarebbe scaturita anche una controversia legale, durante la quale emerse che l'azienda Moretti aveva recuperato la foto della Groth da un calendario pubblicato in Baviera.
Nel corso degli anni il Baffo è stato interpretato negli spot pubblicitari televisivi aziendali da tre attori: fra questi il volto più noto è stato quello del celebre attore e doppiatore Marcello Tusco, sostituito, dopo la sua scomparsa nel 2001, da Orso Maria Guerrini, fino al 2017, anno in cui il ruolo del Baffo è passato a Pier Maria Cecchini.

## Varianti

### I prodotti Birra Moretti

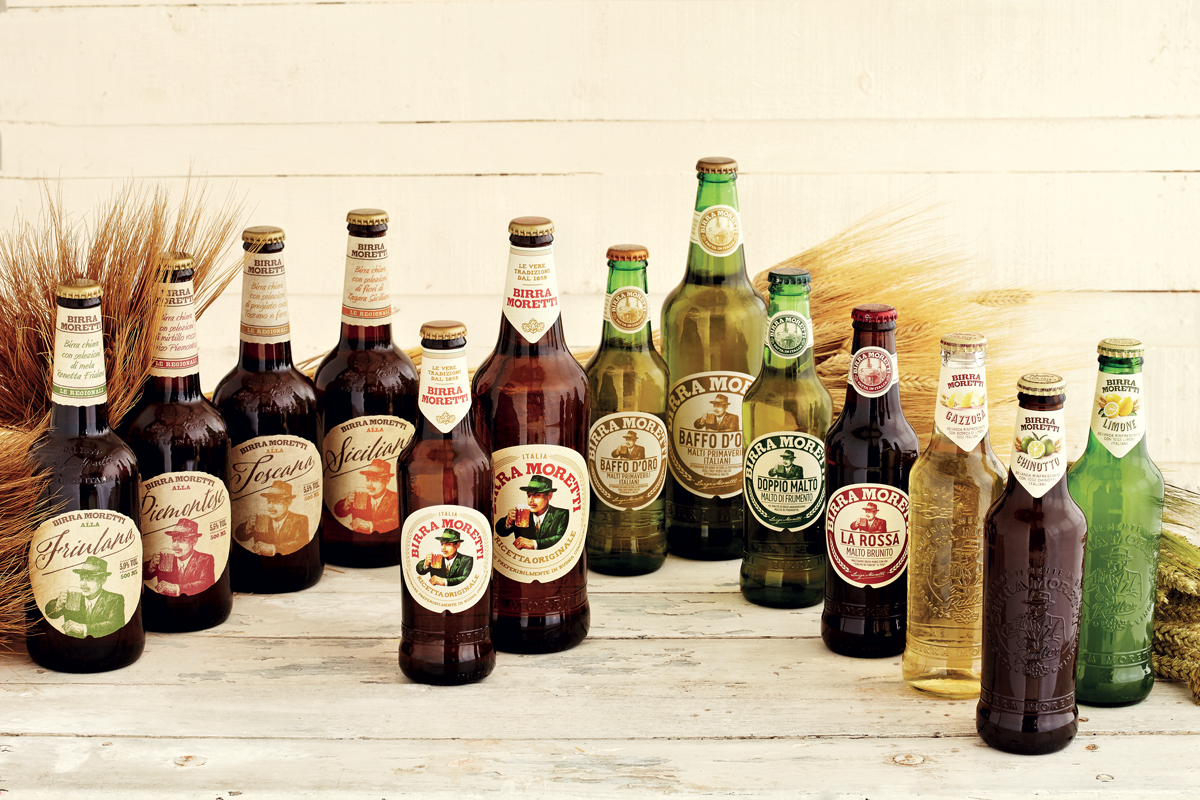
I prodotti Birra Moretti

- Birra Moretti Ricetta Originale: birra lager dal colore dorato con grado alcolico 4,6% vol.[13]
- Birra Moretti Baffo D'Oro: birra a bassa fermentazione, prodotta impiegando solo malti primaverili italiani, grado alcolico 4,8% vol.[14].
- Birra Moretti Grand Cru: birra Ale, rifermentata in bottiglia, dal colore ambrato. Viene prodotta in Belgio dalla birreria Affligem.[15][16]
- Birra Moretti Doppio Malto: birra Ale chiara, dal colore dorato con grado alcolico 7% vol.[17].
- Birra Moretti La Bianca: birra weiss, ad alta fermentazione, dal colore chiaro con grado alcolico 5% vol.[18].
- Birra Moretti La Rossa: birra bock dal colore ambrato scuro grado alcolico 7,2% vol.[19]
- Birra Moretti Radler Limone: birra radler a bassa fermentazione, dal colore giallo paglierino, prodotta usando limoni siciliani con grado alcolico 2% vol.[20]
- Birra Moretti Radler Chinotto: birra radler a bassa fermentazione, dal colore ambrato, prodotta usando chinotti provenienti da Savona con grado alcolico 2% vol.[21].
- Birra Moretti Radler Gazzosa: birra radler a bassa fermentazione, dal colore giallo paglierino, prodotta usando limoni calabresi con grado alcolico 2% vol.[22]
- Birra Moretti alla Friulana: birra lager, dal colore chiaro e paglierino, prodotta utilizzando mele renette provenienti dal Friuli-Venezia Giulia, con grado alcolico 5,9% vol.[23]
- Birra Moretti alla Siciliana: birra lager, prodotta usando fiori di zagara provenienti dalla Sicilia con grado alcolico 5,8% vol[24]
- Birra Moretti alla Piemontese: birra lager, dal colore leggermente ambrato, caratterizzata dalla presenza, fra gli ingredienti, di mirtilli e riso della tipologia “Sant'Andrea” provenienti dal Piemonte con grado alcolico 5,5% vol.[25]
- Birra Moretti alla Toscana: birra lager, dal colore miele, prodotta usando, tra gli ingredienti, orzo coltivato in Toscana con grado alcolico 5,5% vol.[26]
- Birra Moretti alla Pugliese: birra lager, dal colore giallo dorato, prodotta usando, tra gli ingredienti, il fico d'India e il grano arso, con grado alcolico 5,6% vol.[27].
- Birra Moretti alla Lucana: birra lager, dal colore ambrato, prodotta usando, tra gli ingredienti, l'alloro e l'orzo maltato lucano, con grado alcolico 5,8% vol.[28].
- Birra Moretti Zero: birra lager analcolica[29].

### Le edizioni speciali
- Campioni di Emozioni (2014)[30]: in occasione dei Mondiali di calcio del 2014, l'azienda lancia un'edizione speciale di Birra Moretti: Campioni di Emozioni. Vengono prodotte 7 nuove etichette, in cui Baffo Moretti interpreta 7 celebri gesti di esultanza compiuti da famosi calciatori italiani.
- La Cucina Stellata (2015)[31].

## Birra Moretti e il calcio

### Trofeo calcistico
Dal 1997 al 2008, la Birra Moretti sponsorizzò il Trofeo Birra Moretti, un torneo calcistico estivo ad inviti. Le prime tre edizioni si svolsero ad Udine, città natale della società. Ciascuna edizione vedeva la partecipazione di tre squadre che si affrontavano con la formula degli incontri da 45 minuti, come molti altri tornei amichevoli estivi. Dopo le prime tre edizioni, il torneo si trasferì dapprima allo Stadio San Nicola di Bari e dal 2005 al 2008 allo Stadio San Paolo di Napoli.

### Stadio Moretti
A Udine fino agli anni ottanta era presente lo Stadio Moretti, all'inizio di proprietà della società e poi rilevato dal Comune di Udine, campo storico dell'Udinese Calcio. Era uno stadio particolare in quanto aveva anche una pista in ghiaia per praticare lo speedway. Dismesso in favore dello Stadio Friuli, venne abbattuto nel 1988 e al suo posto ora sorge un parco urbano. Il parco venne intitolato al grande calciatore udinese Alfredo Foni, eppure la cittadinanza continua a chiamare il parco Moretti anche oltre la modifica del nome avvenuta nel 2011.